# 平戸村
平戸村（ひらどむら）は、長崎県北部の平戸島にかつて存在した北松浦郡の村。1925年（大正14年）に平戸町と合併し、改めて発足した平戸町の一部となった。

## 地理
- 海洋 ： 日本海、平戸瀬戸、薄香湾、古江湾
- 島嶼 ： 平戸島、黒子島、度島、横島

## 歴史
- 1889年（明治22年）4月1日 - 町村制の施行により、平戸村と度島村が合併して北松浦郡平戸村が発足。
  - 平戸町との町村組合による行政。
- 1902年（明治35年）9月 - 平戸町との町村組合を解消。
- 1925年（大正14年）4月1日 - 平戸町と合併し、改めて平戸町が発足。同日平戸村は自治体として消滅。

## 地名
免を行政区域とする。また、免の名称に大字を冠する。
大字平戸
- 明ノ川内免
- 岩ノ上免
- 大久保免
- 大野免
- 鏡川免
- 木引免（こひき）
- 田助浦
- 戸石川免

大字度島
- 度島免

## 交通

### 港湾
- 平戸港

## 出身者
- 作江伊之助 - 爆弾三勇士（肉弾三勇士とも）の一人